# Manrique de Lara

Stemma primitivo della famiglia Lara.

La casata dei Manrique de Lara o Manriquez poi Manriquez de Mendoza y Lara era una nobile stirpe spagnola, l'unico ramo della famiglia Lara sopravvissuto al Medioevo.

## Storia
Luis de Salazar y Castro e altri ex genealogisti, considerato che il Manrique de Lara veniva da Rodrigo Perez de Lara, chiamato anche Rodrigo Perez de Molina, figlio di Pedro Manrique de Lara (?-1202), visconte di Narbona, figlio di Manrique Pérez de Lara (?-1164), signore di Molina, e di Ermesenda de Narbona. Rodrigo Perez de Molina trascorse gran parte della sua vita a Narbona, dove appare nei documenti fino al 1208 e non partecipò agli eventi che interessarono i regni della penisola.
Secondo lo storico Gonzalo Martínez Díez, l'errore è dovuto alla genealogia tradizionale accettato da Luis de Salazar y Castro che era stata proposta da Fernán Pérez de Guzmán, per il quale: "Questa stirpe dei Manrique è una delle più grandi e più antiche della Castiglia (...) provengono dal Conte Manrique, figlio di Pedro de Lara". La confusione è dovuta all'esistenza di due omonimi: Rodrigo Perez de Molina di cui sopra e un altro Rodrigo, figlio di Manrique Gómez de Manzanedo e nipote dei conti Gómez González de Manzanedo (1130 circa-1182 circa) e Milia Perez de Lara. Inoltre hanno errato gli antichi genealogisti a considerare la moglie del conte Gómez González de Manzanedo come la figlia di Perez Manrique de Lara dal momento che era in realtà sua sorella, figlia di Pedro Manrique de Lara. La genealogia data dallo storico Gonzalo Martínez Díez, sulla base di carte medievali, è stata accettata dalla maggior parte degli storici e genealogisti moderni.
Uno dei figli dei conti Gómez González de Manzanedo e Milia Pérez de Lara era Manrique Gómez de Manzanedo (m. prima 1204). Sposatosi prima del 1192 con Toda Vélaz, ebbe diversi figli, tra cui Gómez Manrique, maestro dell'Ordine di Calatrava e Rodrigo Manrique de Lara, primo signore di Amusco.
A volte di utilizza l'espressione "I Manrique", riferendosi in particolare a quelli che sono stati gli scrittori di primo piano come Jorge Manrique, figlio Rodrigo Manrique, primo conte di Paredes de Nava e Gómez Manrique.
Nel XV secolo, i Lara sostennero i re cattolici durante la guerra contro i sostenitori di Giovanna la Beltraneja. La casa Manrique de Lara tennero la contea di Paredes de Nava, la contea di Osorno e la contea di Castañeda, così come alcuni dei più importanti titoli di Castiglia, come il duca di Nájera e marchese di Aguilar de Campoo, tutti in possesso del Grandato di Spagna.
Nel 1520 Carlo V d'Asburgo elevò la Casa di Lara con la dignità di grandezza della Spagna nella persona dei suoi rappresentanti più importanti, il duca di Nájera e il marchese di Aguilar de Campoo, distinzione concessa in seguito anche al conte di Paredes de Nava e al Conte di Osorno.
Durante il regno di Carlo V e Filippo II i Manrique de Lara hanno ricoprirono posizioni importanti come viceré, capitani generali, ambasciatori e cardinali. Di questa casata erano anche diversi membri della gerarchia della Chiesa cattolica e molti cavalieri degli ordini militari e del Toson d'oro, come il Conte di Paredes de Nava, che divenne Maestro dell'Ordine di Santiago.

### I Manriquez a Milano (Manriquez de Mendoza)
Un ramo della famiglia Manriquez de Lara (detti Manriquez de Mendoza) si trasferì a Milano con la venuta in Italia di Carlo V d'Asburgo. Nel 1580, Giorgio Manriquez de Mendoza venne infeudato della pieve di Desio e di quella di Bollate con territori molto vasti che comprendevano Desio, Seregno, Lissone, Bovisio Masciago, Biassono, Macherio, Vedano al Lambro, Paderno Dugnano, Nova Milanese, Palazzolo, Cinisello Balsamo, Muggiò, Bollate, Novate Milanese, Senago, Baranzate, Garbagnate e moltissime altre tra piccole località, cascinali e mulini. In precedenza queste terre erano state di proprietà della famiglia Gallarati ma, alla sua estinzione, erano ritornate alla Regia Camera che, tramite il nuovo sovrano del ducato, il re di Spagna, le aveva affidate alla famiglia Manriquez per la grande fedeltà dimostrata alla causa imperiale in Italia. 
Il Manriquez acquistò il feudo di Desio e terre annesse per 63.000 ducati, battagliando per esso con la famiglia Porro. Da sei anni, infatti, i Manriquez avevano venduto tutti i beni che possedevano in Spagna per meglio servire la propria patria nel ducato di Milano dove si erano a questo punto inseriti in maniera molto significativa. Il padre di Giorgio, era giunto in Italia come si è detto al seguito di Carlo V e già da questi era stato nominato generale di artiglieria, ricevitore generale e governatore generale delle "armi spagnole in Italia". Fu inoltre ambasciatore speciale della Spagna presso le corti di Torino, Parma, Ferrara e Mantova. 
Giorgio inoltre si applicò con fiducia ad una politica matrimoniale particolarmente fruttuosa, sposando la giovane vedova Giustina Borromeo (figlia di Camillo I Borromeo e di Corona Cavazzo della Somaglia), appartenente ad una delle più ricche e influenti famiglie milanesi dell'epoca. Malgrado i vasi possedimenti di cui era stato investito, Giorgio Manriquez non pensò mai ad essi come ad un investimento, ma come una mera cassa di denaro da spremere e pertanto fu un feudatario sovente mal visto dalla popolazione locale, che lo sentiva assente e sordo ai bisogni dei locali. L'assenza del Manriquez era dettata anche dai suoi continui impegni militari e dal fatto che egli, per meglio gestire i propri affari, continuava a risiedere nel palazzo sito in Contrada Rugabella in Porta Romana, parrocchia di Santa Eufemia, senza predisporre per sé ville di campagna nei propri feudi. Questo fatto portò alla proliferazione di una serie di potenti possidenti locali che, a scapito del feudatario, realizzavano fruttuosi investimenti sulle sue terre.
Nei primi anni del Seicento, Giorgio venne succeduto dal figlio primogenito Andrea, comandante militare e castellano di Abbiategrasso, ma come il padre poco interessato ai suoi impegni feudali, preferendo trascorrere la sua vita tra la corte di Madrid e Milano. Fu lui ad ogni modo ad ottenere nel 1613 da re Filippo III di Spagna l'erezione del feudo di Desio a marchesato per sé e per i propri discendenti. Si sposò con la marchesa Margherita Beccaria, anch'ella appartenente alla cospicua nobiltà milanese. Oltre ai possedimenti ereditati dal padre ed alla ricca eredità fatta di beni mobili, immobili e rendite, il Manriquez ereditò anche il feudo di Settimo Milanese tramite sua zia Isabella la quale, alla morte del marito e del figlio conte Ercole Torelli, si era ritrovata unica erede del patrimonio della loro casata e, in mancanza di altri eredi prossimi, aveva preferito il nipote.
Giovanni Manriquez, figlio di Andrea, fu il primo della casata ad abbandonare definitivamente la professione militare a cui si sentiva poco portato per natura e ad entrare a far parte dell'amministrazione del ducato di Milano, ottenendo la nomina a membro del consiglio dei LX decurioni della città. La seconda metà del Seicento, ad ogni modo, rappresentò un periodo critico per le fortune della famiglia Manriquez nel ducato dal momento che molte delle loro fonti di introiti tradizionali vennero meno. Il marchese Giovanni e suo figlio Francesco, iniziarono e conclusero un processo di "retrocessione" dei feudi e di vendita del proprio patrimonio per far fronte alle esigenze della loro casata ed al crescente bisogno di denaro, smantellando così poco a poco l'immenso patrimonio fondiario acquisito a fine Cinquecento. La Regia Camera di Milano giunse a creare sedici nuovi feudi dalle rinunce del patrimonio dei Manriquez nel milanese, nobilitando altrettante famiglie milanesi che già in essi luoghi possedevano cospicui patrimoni. Il feudo di Desio, il più ricco di proprietà dei Manriquez, venne smantellato completamente dopo la guerra di successione spagnola, in questo favorito non solo dalle rendite che la Regia Camera fu in grado di incamerare in quel periodo, ma anche della monarchia asburgica che intendeva realizzare uno stato centrale libero il più possibile da grandi feudatari che potessero in qualche modo ostacolarne l'influenza a Milano. 
Ludovico Manriquez ottenne nel 1779 dall'imperatrice Maria Teresa il permesso, in mancanza di eredi maschi, di poter devolvere i propri feudi al genero conte Pietro Francesco Secco Comneno, diritto che gli venne concesso dal momento che i benefici feudali erano ormai stati completamente svuotati dai suoi possedimenti.

### Albero genealogico
|                                                      |                                                      |                                                                 |                                                         |                                                       |                                                       |                                                                         |                                                                  |                            |                            |                                                   |                                                   |           |           |              |              |                                                                                                   |                                                        |                                                        |                                                 |                                                 |                                           |                                           | | |
|                                                      |                                                      |                                                                 |                                                         |                                                       |                                                       |                                                                         |                                                                  |                            |                            |                                                   |                                                   |           |           |              |              | Garcia Il Magnifico, governatore di Parma e Piacenza †1565 Isabel "La Calvinista" Briceño Arevalo |                                                        |                                                        |                                                 |                                                 |                                           |                                           | | |
|                                                      |                                                      |                                                                 |                                                         |                                                       |                                                       |                                                                         |                                                                  |                            |                            |                                                   |                                                   |           |           |              |              |                                                                                                   |                                                        |                                                        |                                                 |                                                 |                                           |                                           | | |
|                                                      |                                                      |                                                                 |                                                         |                                                       |                                                       |                                                                         |                                                                  |                            |                            |                                                   |                                                   |           |           |              |              |                                                                                                   |                                                        |                                                        |                                                 |                                                 |                                           |                                           | | |
|                                                      |                                                      |                                                                 |                                                         |                                                       |                                                       |                                                                         |                                                                  |                            |                            | Giorgio, I conte di Desio †1597 Giustina Borromeo | Giorgio, I conte di Desio †1597 Giustina Borromeo |           |           |              |              |                                                                                                   | Pietro, I conte di Binasco ?-? Elisabetta Confalonieri | Pietro, I conte di Binasco ?-? Elisabetta Confalonieri | Juan Manrique de Lara Dorothea Colonna von Fels | Juan Manrique de Lara Dorothea Colonna von Fels | Maria *1538 †1608 Vratislav von Pernstein | Maria *1538 †1608 Vratislav von Pernstein | Isabella ?-? 1.Francesco Visconti di Cassano Magnago, VI signore di Cassano Magnago 2.Galeazzo Torelli Visconti | Isabella ?-? 1.Francesco Visconti di Cassano Magnago, VI signore di Cassano Magnago 2.Galeazzo Torelli Visconti |
|                                                      |                                                      |                                                                 |                                                         |                                                       |                                                       |                                                                         |                                                                  |                            |                            |                                                   |                                                   |           |           |              |              |                                                                                                   |                                                        |                                                        |                                                 |                                                 |                                           |                                           | | |
|                                                      |                                                      |                                                                 |                                                         |                                                       |                                                       |                                                                         |                                                                  |                            |                            |                                                   |                                                   |           |           |              |              |                                                                                                   |                                                        |                                                        |                                                 |                                                 |                                           |                                           | | |
|                                                      |                                                      |                                                                 |                                                         |                                                       |                                                       | Andrea, II conte e I marchese di Desio †1651 Margherita Beccaria        | Andrea, II conte e I marchese di Desio †1651 Margherita Beccaria | Pietro ?-?                 | Pietro ?-?                 | Luigi ?-?                                         | Luigi ?-?                                         | Maria ?-? | Maria ?-? | Isabella ?-? | Isabella ?-? | Isabella ?-? Alessandro Appiano                                                                   | Isabella ?-? Alessandro Appiano                        | Giorgio ?-? Isabella Appiano                           | Giorgio ?-? Isabella Appiano                    |                                                 |                                           |                                           | | |
|                                                      |                                                      |                                                                 |                                                         |                                                       |                                                       |                                                                         |                                                                  |                            |                            |                                                   |                                                   |           |           |              |              |                                                                                                   |                                                        |                                                        |                                                 |                                                 |                                           |                                           | | |
|                                                      |                                                      |                                                                 |                                                         |                                                       |                                                       |                                                                         |                                                                  |                            |                            |                                                   |                                                   |           |           |              |              |                                                                                                   |                                                        |                                                        |                                                 |                                                 |                                           |                                           | | |
|                                                      |                                                      | Francesco, II marchese di Desio ?-? Anna Maria Marliani         | Francesco, II marchese di Desio ?-? Anna Maria Marliani | Giovanni ?-? Isabella Besozzi                         | Giovanni ?-? Isabella Besozzi                         | Giorgio †1633                                                           | Giorgio †1633                                                    | Garcia ?-? Lucrezia Brivio | Garcia ?-? Lucrezia Brivio | Maria ?-? Giovanni Crivelli Visconti              | Maria ?-? Giovanni Crivelli Visconti              |           |           |              |              |                                                                                                   |                                                        | Polissena ?-? Niccolò I Ludovisi                       | Polissena ?-? Niccolò I Ludovisi                |                                                 |                                           |                                           | | |
|                                                      |                                                      |                                                                 |                                                         |                                                       |                                                       |                                                                         |                                                                  |                            |                            |                                                   |                                                   |           |           |              |              |                                                                                                   |                                                        |                                                        |                                                 |                                                 |                                           |                                           | | |
|                                                      |                                                      |                                                                 |                                                         |                                                       |                                                       |                                                                         |                                                                  |                            |                            |                                                   |                                                   |           |           |              |              |                                                                                                   |                                                        |                                                        |                                                 |                                                 |                                           |                                           | | |
|                                                      |                                                      | Giovanni, III marchese di Desio *1637 †1706 Benedetta Isimbardi |                                                         |                                                       |                                                       |                                                                         |                                                                  |                            |                            |                                                   |                                                   |           |           |              |              |                                                                                                   |                                                        |                                                        |                                                 |                                                 |                                           |                                           | | |
|                                                      |                                                      |                                                                 |                                                         |                                                       |                                                       |                                                                         |                                                                  |                            |                            |                                                   |                                                   |           |           |              |              |                                                                                                   |                                                        |                                                        |                                                 |                                                 |                                           |                                           | | |
|                                                      |                                                      |                                                                 |                                                         |                                                       |                                                       |                                                                         |                                                                  |                            |                            |                                                   |                                                   |           |           |              |              |                                                                                                   |                                                        |                                                        |                                                 |                                                 |                                           |                                           | | |
| Francesco, IV marchese di Desio *1662 †? senza eredi | Francesco, IV marchese di Desio *1662 †? senza eredi | Giovanni, V marchese di Desio *1665 †1738 senza eredi           | Giovanni, V marchese di Desio *1665 †1738 senza eredi   | Diego, VI marchese di Desio *1674 †1741 Laura Mazenta | Diego, VI marchese di Desio *1674 †1741 Laura Mazenta |                                                                         |                                                                  |                            |                            |                                                   |                                                   |           |           |              |              |                                                                                                   |                                                        |                                                        |                                                 |                                                 |                                           |                                           | | |
|                                                      |                                                      |                                                                 |                                                         |                                                       |                                                       |                                                                         |                                                                  |                            |                            |                                                   |                                                   |           |           |              |              |                                                                                                   |                                                        |                                                        |                                                 |                                                 |                                           |                                           | | |
|                                                      |                                                      |                                                                 |                                                         |                                                       |                                                       |                                                                         |                                                                  |                            |                            |                                                   |                                                   |           |           |              |              |                                                                                                   |                                                        |                                                        |                                                 |                                                 |                                           |                                           | | |
|                                                      |                                                      | Giovanni, VII marchese di Desio *1713 †? senza eredi            | Giovanni, VII marchese di Desio *1713 †? senza eredi    | Antonio ?-? senza eredi                               | Antonio ?-? senza eredi                               | Ludovico, VIII marchese di Desio †1789 Isabella Besozzi                 | Ludovico, VIII marchese di Desio †1789 Isabella Besozzi          |                            |                            |                                                   |                                                   |           |           |              |              |                                                                                                   |                                                        |                                                        |                                                 |                                                 |                                           |                                           | | |
|                                                      |                                                      |                                                                 |                                                         |                                                       |                                                       |                                                                         |                                                                  |                            |                            |                                                   |                                                   |           |           |              |              |                                                                                                   |                                                        |                                                        |                                                 |                                                 |                                           |                                           | | |
|                                                      |                                                      |                                                                 |                                                         |                                                       |                                                       |                                                                         |                                                                  |                            |                            |                                                   |                                                   |           |           |              |              |                                                                                                   |                                                        |                                                        |                                                 |                                                 |                                           |                                           | | |
|                                                      |                                                      |                                                                 |                                                         |                                                       |                                                       | Laura ?-? Pietro Francesco Secco Suardo Comneno estinzione della casata |                                                                  |                            |                            |                                                   |                                                   |           |           |              |              |                                                                                                   |                                                        |                                                        |                                                 |                                                 |                                           |                                           | | |